# Villapizzone
Villapizzone ([ˌvillapi’t:sone]; lombardisch Villapizzon [ˌvilapiˈsũː]) ist ein Stadtteil der norditalienischen Großstadt Mailand. Er befindet sich im Nordwesten der Stadt und gehört zum 8. Stadtbezirk.

## Geschichte

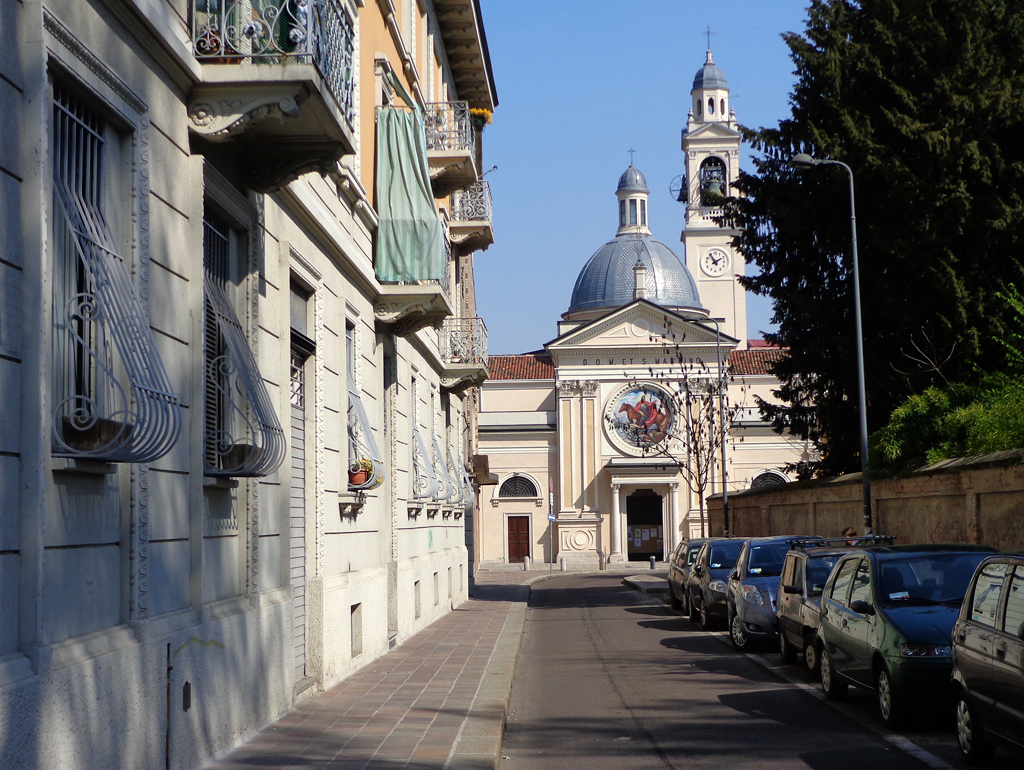
Im alten Dorfkern

Die erste Erwähnung der zum Pfarrbezirk Trenno gehörenden Gemeinde Villapizzone ist 1346 datiert.
1808 wurde Villapizzone per Napoleonischen Dekret mit vielen anderen Vororten nach Mailand eingemeindet. Mit der Wiederherstellung des Österreichischen Herrschafts wurde die Gemeinde 1816 wieder selbstständig.
An der Gründung des Königreichs Italien (1861) zählte die Gemeinde Villapizzone 842 Einwohner. Nur wenige Jahre später, 1869, verlor Villapizzone endgültig ihre Selbstständigkeit und wurde in die Gemeinde Musocco eingemeindet, die ebenfalls 1923 in die Stadt Mailand eingemeindet wurde.